# Striatanaesthetis lineatipennis
Striatanaesthetis lineatipennis là một loài bọ cánh cứng trong họ Cerambycidae.